# Nguyễn Duy Khoái
Nguyễn Duy Khoái (25/12/1953 - 6/7/2025), là nhạc sĩ Việt Nam, được tặng Giải thưởng Nhà nước về Văn học Nghệ thuật năm 2022.  

## Tiểu sử
Nguyễn Duy Khoái sinh ngày 25 tháng 12 năm 1953 tại phường Phú Hoà, Thành phố Huế. 
Nguyễn Duy Khoái bắt đầu sự nghiệp sáng tác của mình trong phong trào sinh viên học sinh TP Huế khi 18 tuổi với ca khúc đầu tay “Trong mưa bom, mặt trời sẽ đến” (1971). Sau năm 1975, Nguyễn Duy Khoái tốt nghiệp Trường Đại học Nghệ thuật Huế, chuyên ngành sáng tác, rồi theo gia đình chuyển vào Đà Nẵng.
Ông là hội viên Hội Nhạc sĩ Việt Nam.

## Sự nghiệp
Năm 1971 khi mới 18 tuổi Nguyễn Duy Khoái đã có ca khúc đầu tiên "Trong mưa bom mặt trời sẽ đến" và sau đó là bài "Xuống đường giành lấy mùa xuân" (năm 1972).
Sau ngày 30-4-1975, ông hòa nhập vào nhịp đời mới, tham gia mọi công tác, góp phần vào việc xóa vết thương chiến tranh, xây dựng lại đất nước, tiếp tục viết và học tập nâng cao chuyên môn, gắng thể hiện bản sắc riêng cho ca khúc của mình.
Ông có nhiều ca khúc viết về tình yêu, quê hương, biển đảo... đã được phổ biến rộng rãi trên các phương tiện truyền thông và được ưa chuộng như: ''Khi trái tim vẫn hồng'', ''Lời ru'', ''Tìm trăng'', ''Bâng khuâng Bà Nà'', ''Bên sông Hàn'', ''Đêm hội phố Hoài'', ''Hồn đá quê tôi'', ''Hướng về biển Đông'', ''Cả nước sẵn sàng''...
Nguyễn Duy Khoái được mọi người cho là “chuyên gia” sưu tầm giải thưởng âm nhạc khi liên tiếp nhiều năm liền đoạt hơn 30 giải thưởng từ địa phương đến trung ương. Một số giải thưởng như: Ca khúc “Bên dòng Dack’Bla”, giải Nhì (không có giải Nhất) của tỉnh Kon Tum, sau đó tham gia và đoạt Giải A Liên hoan Âm nhạc Khu vực miền Trung và Tây Nguyên của Hội Nhạc sĩ Việt Nam tháng 3 năm 2014. Chùm ca khúc “Chuyện ngụ ngôn” phổ nhạc được tặng thưởng Giải A Hội Âm nhạc TP. Đà Nẵng tháng 12 năm 2014. Chùm ca khúc 5 bài  “Những miền yêu thương”, giải A Giải Văn học Nghệ thuật Đất Quảng 5 năm tỉnh Quảng Nam, tháng 6 năm 2015. Ca khúc “Tình yêu Tổ quốc dạt dào biển Đông”, giải Ba Trung ương Hội Liên hiệp Thanh niên Việt Nam và Báo Thanh niên...
Năm 2022, ông được trao tặng Giải thưởng Nhà nước về Văn học Nghệ thuật với các ca khúc: "Đêm hội phố Hoài", "Bên dòng sông Đăk-bla", "Tương tư Huế".

## Tác phẩm chính[5]
- Tương tư Huế
- Sài Gòn tình yêu
- Bên dòng Dăck’Bla
- Sài Gòn, tình ca tôi hát
- Về Duy Xuyên, về miền yêu thương
- Phố chiều
- Bình Thuận, miền yêu thương
- Mì Quảng, một nét duyên quê
- Ngồi nhớ phố xưa (thơ Hoàng Lộc)
- Chim sáo sang sông (thơ Vũ Hữu Định)
- Vết chim bay (thơ Phạm Thiên Thư)
- Thanh mình (thơ Nguyễn Nhã Tiên)
- Hãy hát lên khúc tráng ca biển (thơ Nguyễn Hoàng Thọ)
- Nâng cành hoa trắng, con hát về mẹ yêu
- Giữ hương cho đất Trà My
- Bến xa (thơ Nguyễn Mình Hùng)
- Khúc hát tình quê
- Điện Bàn như là quê mẹ
- Nỗi nhớ hoa Sưa
- Vì bình yên nhưng con đường
- Đêm hội phố Hoài
- Lời chúc hạnh phúc
- Xuân muộn (thơ Nguyễn Ngọc Hạnh)
- Mười bông cúc trắng Trường Sơn
- Mùa Xuân cỏ dại (thơ Lê Huy Hạnh)
- Kể chuyện Phước Sơn
- Thăng Bình, nỗi nhớ làng quê
- Hướng về Biển Đông, cả nước sẵn sàng
- Hồn đá quê tôi
- Tình yêu Tổ Quốc dạt dào Biển Đông
- Vì sự sống những loài thú hoang
- Bài ca Phụ Nữ Đà Nẵng
- Tân Thái, khúc hát tình quê
- Đồng ca chống dịch
- Lời sông Thu hát
- Đông Giang - Tình yêu đại ngàn
- Khi trái tim vẫn hồng
- Hân hoan Huyền thoại Ngọc Linh
- Vì Sơn Trà hãy lên tiếng
- Lời nhắn Ngày Chủ Nhật Xanh
- Cẩm Lệ, niềm vui ngày trở lại
- Về lại làng quê bên dòng Thanh Giang
- Thanh Niên Xung Phong, khúc hành ca mới
- Ân Điển, khúc hát niềm tin (Song ngữ)
- Giữ hương cho đất Trà My
- Tây Hồ, mái trường yêu thương
- Tiên Phước Xanh ngát vườn quê
- Về lại sông Tiên
- Phố xưa ngày mới
- Tâm Châu - Khúc hát thiện lành
- Những chiến binh Sao Vàng
- Đoản khúc mừng Xuân

## Giải thưởng
- Giải thưởng Văn học Nghệ thuật Đà Nẵng lần thứ 1 (2000)
- Giải Ba Hội Nhạc sĩ Việt Nam (2002)
- Giải C cuộc thi sáng tác về Mái Ấm Gia Đình của Báo GĐ&XH, Bộ Y tế và Hội Nhạc sĩ Việt Nam (2007)
- Giải Nhất cuộc thi Tuổi trẻ với Môi trường của Bộ Tài nguyên Môi trường, Hội Nhạc sĩ Việt Nam, Báo Thiếu niên tiền phong (2010)
- Giải Khuyến khích Giải thưởng Văn học Nghệ thuật ĐẤT QUẢNG Lần thứ 1 (2010)
- Giải C Giải thưởng Văn học Nghệ thuật ĐẤT QUẢNG lần thứ 2 (2011)
- Giải Ba cuộc thi sáng tác về Tp Đà Nẵng (2013)
- Giải A Liên hoan Âm nhạc Khu vực Tây nguyên và các tỉnh miền Nam (Hội Nhạc sĩ Việt Nam) 2014
- Giải Khuyến khích Hội Nhạc sĩ Việt Nam (2015)
- Giải A Giải thưởng VHNT Đất Quảng 5 năm (2015)
- Giải Khuyến khích Giải thưởng VHNT 5 năm TP Đà Nẵng lần thứ 3 (2015)[5]

## Vinh danh
- Giải thưởng Nhà nước về Văn học Nghệ thuật (2022)